# Knjaževac
Knjaževac (em cirílico: Књажевац) é uma vila da Sérvia localizada no município de Knjaževac, pertencente ao distrito de Zaječar, na região de Timočka Krajina. A sua população era de 18089 habitantes segundo o censo de 2011.

## Demografia
| 1948 | 1953 | 1961 | 1971  | 1981  | 1991  | 2002  | 2011  |
| ---- | ---- | ---- | ----- | ----- | ----- | ----- | ----- |
| 4862 | 5906 | 7448 | 11249 | 16665 | 19705 | 19351 | 18089 |